# Beatrice-Aurore
För segelbåten, se Beatrice Aurore (segelbåt)

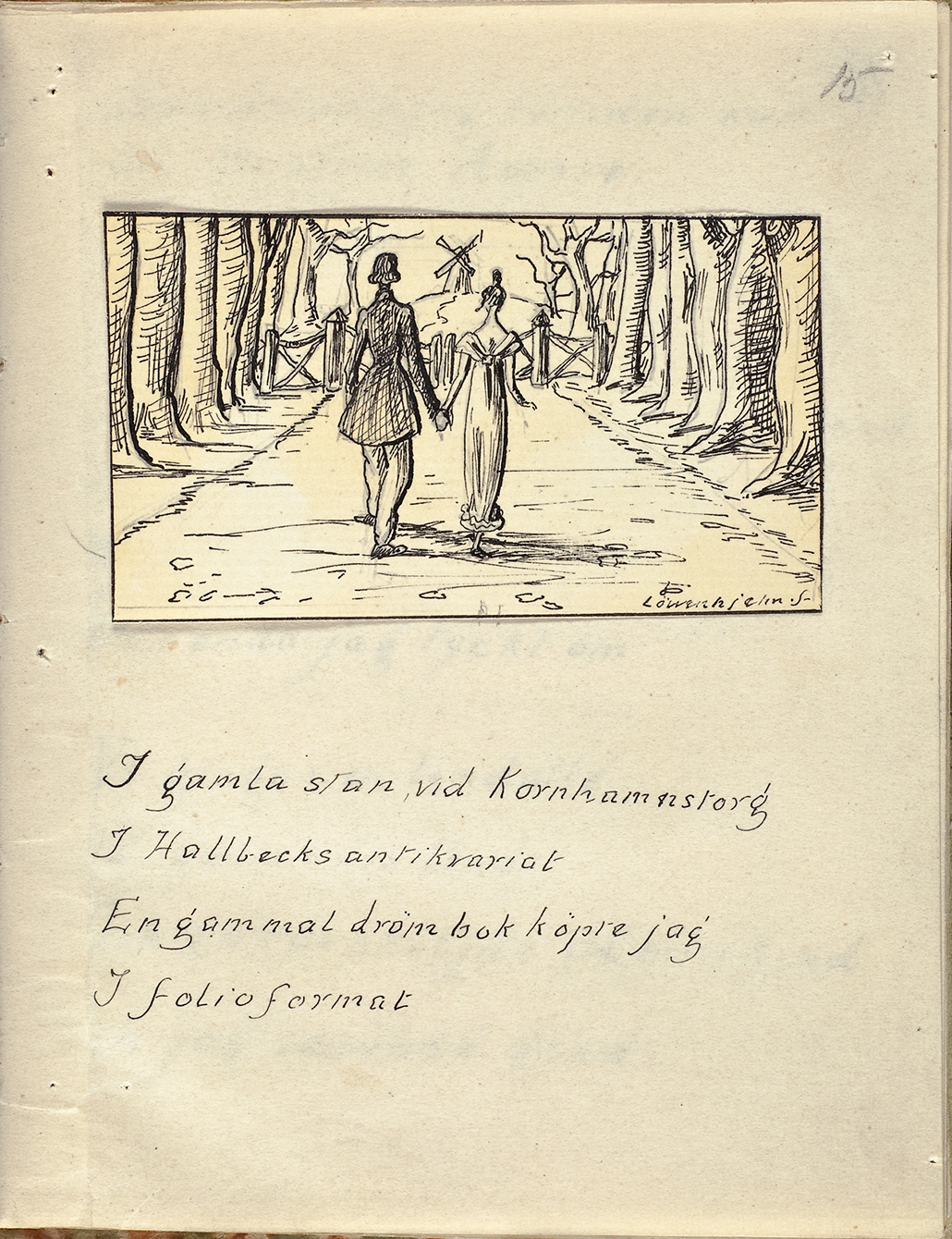
Första sidan av dikten Beatrice-Aurore i manuskriptet till Konsten att Älska och Dess Följder. Hofsamt utlagdt i Bild och Text af Harriet Löwenhjelm.

Beatrice-Aurore är en dikt av Harriet Löwenhjelm vilken först publicerades 1913 i hennes diktsvit Konsten att Älska och Dess Följder. Hofsamt utlagdt i Bild och Text af Harriet Löwenhjelm som endast trycktes i 50 exemplar. Den medtogs sedan i den postumt publicerade samlingen Dikter 1927.
Dikten har tonsatts av Hjalmar Casserman och finns med i hans vissamling Sånger och visor från 1939.  Den finns i en mängd inspelningar. Gruppen The Western Group låg på Svensktoppen i åtta veckor från den 4 september 1965 med sin inspelning. Andra populära inspelningar har gjorts av bland andra Hootenanny Singers, Tommy Körberg, Kjell Hansson och Sven-Bertil Taube.
| ”                                     | I gamla sta’n, vid Kornhamnstorg, I Hallbecks antikvariat en gammal drömbok köpte jag i folioformat. Sen drömde jag förliden natt om Beatrice-Aurore Det är en gammal käresta väl död sen många år. | „ |
| – Harriet Löwenhjelm, Beatrice-Aurore | |   |